# ماري براسار
ماري براسار هي كاتبة مسرحية وكاتِبة وممثلة كندية، ولدت في 1959.

## وصلات خارجية
- ماري براسار على موقع IMDb (الإنجليزية)
- ماري براسار على موقع ألو سيني (الفرنسية)
- ماري براسار على موقع أول موفي (الإنجليزية)
- ماري براسار على موقع قاعدة بيانات الأفلام السويدية (السويدية)
- ماري براسار على موقع قاعدة بيانات الفيلم (الإنجليزية)
- ماري براسار على موقع كينوبويسك (الروسية)